# Даніел Кейді Ітон
Даніель Кейді Ітон (англ. Daniel Cady Eaton; 12 вересня 1834, Сент-Клер — 29 червня 1895, Нью-Гейвен) — американський ботанік.

## Біографія
Він отримав ступінь бакалавра в Єльському університеті, потім поступив до Гарвардського університету, де він навчався з Ейсою Греєм. Згодом він повернувся в Єль, де був професором ботаніки та куратором гербарію. Ітон є онуком Амоса Ітона.
Він також працював в Юті, сприяючи охороні американо-мексиканського кордону та займався різними геологічними дослідженнями.

## Окремі публікації
- Beautiful Ferns; from Original Water-Color Drawings after Nature. Paintings by C. E. Faxon and J. H. Emerton. New York: Nims & Knight, Troy. 1887 (c. 1885). 96 pp, 10 plates.
- Enumeration of the Ferns of Cuba and Venezuela. 1860.
- The Ferns of North America: Colored Figures and Descriptions, with Synonomy and Geographical Distribution of the Ferns (Including Ophioglossaceae) of the United States of America and the British North American Possessions. Volumes 1-2. 81 color plates by James H. Emerton and C. E. Faxon. Salem, Massachusetts: S. E. Cassino. 1877–1880. Folio.
- Systematic Fern List [Eastern North America]. 1880.

## Деякі види рослин, описані Д.К.Ітоном
- Asplenium bradleyi
- Dryopteris clintoniana (as Aspidium cristatum var. clintonianum)
- Pellaea mucronata
- Woodsia scopulina